# 浮田逸郎
浮田 逸郎（うきた いつろう、1932年3月27日 - 2017年4月29日）は、長崎県佐世保市出身のプロ野球選手。

## 経歴
佐世保北高校から1950年に西日本パイレーツへ練習生として入団。
同年の6月頃に、独立二軍チームだった山陽クラウンズへ他3選手と一緒に派遣されたとみられる。
1951年に西日本が西鉄と合併すると、西日本からの派遣組4人は全員解雇される。浮田は地元・佐世保の市役所に勤務するが、野球への思いは断ちがたく、1選手として山陽クラウンズに復帰した。
1952年にチームが解散し、1953年に高橋真輝とともに大洋松竹ロビンスへ入団。プロ入り初登板を果たすが、肩を痛め同年引退。カーブが武器だった。
引退後は家業の帽子店を継ぐ傍ら、母校・佐世保北高の野球部監督を務めた。また地元のノンプロチーム「全佐世保」の監督兼選手として、第27回都市対抗にも出場。翌年からは大阪の生命保険会社に勤務したため佐世保からは離れたが、定年後は佐世保に戻り、再び佐世保北高の監督や佐世保軟式野球連盟の会長を務めていた。
2017年4月29日死去。85歳没。「ひつぎに野球帽を入れてほしい」と言い残して亡くなったとされる。

## 詳細情報

### 年度別投手成績
| 年 度     | 球 団     | 登 板 | 先 発 | 完 投 | 完 封 | 無 四 球 | 勝 利 | 敗 戦 | セ 丨 ブ | ホ 丨 ル ド | 勝 率 | 打 者 | 投 球 回 | 被 安 打 | 被 本 塁 打 | 与 四 球 | 敬 遠 | 与 死 球 | 奪 三 振 | 暴 投 | ボ 丨 ク | 失 点 | 自 責 点 | 防 御 率 | W H I P |
| --------- | --------- | ----- | ----- | ----- | ----- | -------- | ----- | ----- | -------- | ----------- | ----- | ----- | -------- | -------- | ----------- | -------- | ----- | -------- | -------- | ----- | -------- | ----- | -------- | -------- | ------- |
| 1953      | 洋松      | 9     | 0     | 0     | 0     | 0        | 0     | 0     | --       | --          | .000  | 50    | 11.1     | 14       | 0           | 5        | --    | 0        | 3        | 1     | 0        | 8     | 8        | 6.00     | 1.68    |
| 通算：1年 | 通算：1年 | 9     | 0     | 0     | 0     | 0        | 0     | 0     | --       | --          | .000  | 50    | 11.1     | 14       | 0           | 5        | --    | 0        | 3        | 1     | 0        | 8     | 8        | 6.00     | 1.68    |

### 背番号
- 15 （1953年）